# گروه گلوبال مرین
گروه گلوبال مرین (انگلیسی: Global Marine Systems) شرکت مخابرات بریتانیایی است، که در سال ۱۸۵۰ تأسیس شد.